# La Grande Arnaque
Pour les articles homonymes, voir The Big Bounce.
Pour plus de détails, voir Fiche technique et Distribution.
La Grande Arnaque (The Big Bounce) est un film américain réalisé par George Armitage et sorti en 2004. Il s'agit d'une adaptation du roman The Big Bounce d'Elmore Leonard (1968), déjà porté à l'écran dans Une si belle garce (The Big Bounce) d'Alex March (1969).

## Synopsis
À Hawaï, un traîne-savate charismatique forme une alliance douteuse avec un homme d'affaires local puissant, qui vit au crochet d'une séductrice criminelle, pour trahir un très riche promoteur et ses acolytes.

## Fiche technique
- Titre original : The Big Bounce
- Titre français et québécois : La Grande Arnaque
- Réalisateur : George Armitage
- Scénariste : Sebastian Gutierrez, d'après le roman The Big Bounce d'Elmore Leonard
- Photographie : Jeffrey L. Kimball
- Musique : George S. Clinton
- Montage : Brian Berdan et Barry Malkin
- Producteur : George Armitage, Steve Bing (en) et Jorge Saralegui
- Producteurs exécutifs : Brent Armitage (af) et Zane Weiner (en)
- Pays de production :  États-Unis
- Durée : 88 minutes (1h28)
- Budget : 50 000 000 $
- Box-office : 6 471 394 $ (États-Unis)
- Dates de sortie :
  - États-Unis : 29 janvier 2004 (première mondiale)
  - États-Unis : 30 janvier 2004

## Distribution
Légende : V. F. = Version Française[réf. nécessaire] et V. Q. = Version québécoise
- Owen Wilson (V. F. : David Krüger et V. Q. : Luis de Cespedes) : Jack Ryan
- Morgan Freeman (V. F. : Benoît Allemane et V. Q. : Aubert Pallascio) : Walter Crewes
- Sara Foster (V. F. : Laura Préjean et V. Q. : Éveline Gélinas) : Nancy Hayes
- Charlie Sheen (V. F. : Patrick Borg et V. Q. : Gilbert Lachance) : Bob Rogers, Jr.
- Vinnie Jones (V. F. : Guillaume Orsat et V. Q. : Pierre Chagnon) : Lou Harris
- Gregory Sporleder (V. F. : Constantin Pappas et V. Q. : François Godin) : Frank Pizzarro
- Gary Sinise (V. F. : Emmanuel Jacomy et V. Q. : Jean-Luc Montminy) : Ray Ritchie
- Willie Nelson (V. F. : Michel Fortin et V. Q. : Jacques Brouillet) : Joe Lurie
- Terry Ahue : Jimmy Opono
- Pete Johnson : Con Nuuiwa
- Butch Helemano : Prètre hawaïen
- Brian L. Keaulana : Barry Salu
- Andrew Wilson (V. F. : Jean-François Aupied) : Ned Coleman
- Bebe Neuwirth (V. Q. : Anne Dorval) : Alison Ritchie
- Harry Dean Stanton (V. Q. : Hubert Fielden) : Bob Rogers, Sr.